# أيه جي إم-114 هيلفاير
أيه جي إم-114 هيلفاير (بالإنجليزية: AGM-114 Hellfire) هو صاروخ موجه أمريكي من الممكن إطلاقه من عدة منصات لإصابة أنواع مختلفة من الأهداف. هناك طرازات من الصاروخ مختلفة، وتستخدم أول ثلاث أجيال من الصاروخ التوجيه بالليزر لإصابة الهدف حيث أن تابع الصاروخ يتبع ليزر يتم تنويره من طائرة أو من قبل موجه على الأرض على الهدف والذي ينعكس منه، أما الجيل الرابع من السلاح فهو يطلق وينسى حيث أنه يستخدم الرادار للتوجيه إلى الهدف.

## التطوير
في عام 1971 بداء مشروع تطوير صاروخ مضاد للدروع من النوع الذي يطلق وينسى موجه باليزر، سمي المشروع يطلق وينسى من مروحية (بالإنجليزية: Helicopter Launched Fire and Forget) وتم اختصاره هيلفاير (بالإنجليزية:Hellfire). تم تطوير واختيار مكونات مؤشر الليزر والتابع حتى عام 1976. وفي أكتوبر من ذلك العام تم اختيار شركة روكويل لتطوير السلاح الجديد المسمى أي جي أم-114أي. أصبحت شركة مارتن ماريتا شريكا موازيا لروكويل في هذا المشروع حيث أن الشركة استطاعت أن تطور تابع للليزر أرخص من تابع روكويل. بدأت اختيارات الرمي للسلاح في أواخر عام 1978، وأجريت الاختيارات العملية من قبل الجيش الأمريكي في عام 1981 على صواريخ واي أي جي أم-114أي التجريبية. في عام 1982 تم الموافقة على بداء الإنتاج الكامل للهلفاير، واستطاع الجيش الأمريكي أن يصل بالأي جي أم-114أيإلى المستوى العملي البدائي في عام 1985.
أيضا تم تطوير الهيلفاير من الأساس كصاروخ جو-أرض ولكن تم العمل على دراسة تصاميم لإصابة أهداف جوية. في عام 1990 تم اختبار الصاروخ في هذا المجال بنجاح، وتم اقتراح إضافة تحسينات للصاروخ لجعله أفضل في هذا الدور.

## التصميم
للدفع يستخدم الصاروخ محرك صاروخ وقود صلب من إنتاج ثيوكل، وعلى هيكل الصاروخ أربعة زعانف عريضة بأطراف متحركة لللاستقرار والتحكم. أما تابع الليزر فيستطيع تتبع هدف قبل الإطلاق أو بعده. من الممكن إطلاق عدة صواريخ في آن واحد على أهداف متفرقة (إذا تم تنوير كل هدف بليزر مختلف) أو في تعاقب سريع (إذا تم تنوير هدف بعد تدمير آخر). المدى الأقصى للصاروخ هو 8,000 متر وأدنى مدى هجومي حوالي هو 1,500 متر. يحمل الصاروخ رأس حربي بوزن 8 كليوغرامات بحشوة مشكلة وهي مضادة للدروع يتم تفجيرها عند الاصطدام بالهدف. الهيلفاير مصمم ليطلاق من منصات ذات سكتين أو أربع.

## الفئات

### الفئة A (أساسية)

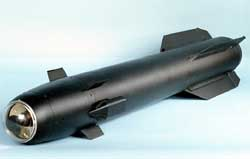
الهيلفاير أي جي أم-114أي

الفئة A (بالإنجليزية: Hellfire AGM-114A) من الصاروخ تم تصميمها بحيث يمكن إطلاق الهيلفاير من الأي أتش-64أي أباتشي، والصاروخ مضاد للدروع. يوجد هناك نوعان من هذا الصاروخ للاستخدام في التدريب سي أي تي أم-114 ودي أي تي أم-114.
- التوجيه: توجيه شبه نشطه بالليزر.
- الرأس الحربي: 8 كغم بحشوة مشكلة.
- المدى: 8000 متر.
- الطول: 163 سم.
- الوزن: 45.7 كغم.

### الفئة B (أساسية)
صممت الفئة بي من الصاروخ لكي تلائم البحرية الأمريكية، بحيث طور للاستخدام على الأي أتش-1 كوبرا. زود بنظام تأمين وتشغيل من أجل السلامة على السفن. الأي جي أم-114سي هو نموذج جيش الولايات المتحدة والذي يملك نفس المواصفات ولكن من دون نظام التأمين.
- المحرك: محرك صاروخي بدخان منخفض من نوع ثيوكل تي أكس-657(أم120إي1)

### الفئتان D/C (أساسية)
الفئة دي تعد الفئة الأكثر تطورا من الفئة سي حيث تم تزويد هذه الفئة بطيار آلي رقمي جديد. أما الفئة سي فهي شبيهة للـفئة دي ولكن زودت بنظام التأمين للاستخدام من قبل البحرية على السفن. إلا أنه لم يتم إنتاج أي من النموذجان.

### الفئات F/G/H (مؤقتة)
تعرف الفئة أف بالهيلفاير المؤقت، ويحمل رأسين حربيين من أجل التغلب على الدروع التفاعلية. تم وضع الرأس الحربي الأولي ما بين تابع الليزر والرأس الحربي الرئيسي من ما أدى إلى زيادة طول الصاروخ. زود النموذج بقسم ملاحة يمتلك أنظمة رفض الضجيج الخلفي لرفع مستوى دقته، وكان مدى الصاروخ أقل بقليل عن النماذج السابقة. تم إنتاج هذا النموذج في عام 1991.
تم أيضا تطوير نموذج الجي للاستخدام من قبل البحريات شبيه لنموذج الأف والذي زود بنظام تأمين، لم يتم إنتاج هذا النموذج. نموذج آخر تم تطويره هو الأتش والذي زود بنظام طيار آلي رقمي من الممكن إعادة برمجته بدلا من النظام التناظري، ولكن هذا النموذج أيضا لم يتم إنتاجه.
- الرأس الحربي: 9 كغم متفجرات مترادفة.
- المدى: 7000 متر.
- الطول: 1.8 متر.
- الوزن: 48.6 كغم.

### الفئتان J/K (الهيلفاير اثنين)

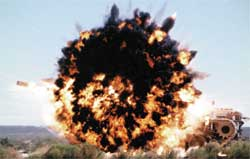
الهيلفاير مؤثر ضد العديد من الأهداف مثل هذه الدبابة.

في عام 1989 تم البدأ في تطوير نوع متطور جدا من صاروخ الهيلفاير. عند بداية التطوير عرف النوع هذا من الصاروخ بالهيلفاير النظام الصاروخي المحسن، ولكن تم تسميته بالهيلفاير الثاني. تم إضافة تحسينات أخرى في عام 1991 بعد ظهور نواقص في الهيلفاير الأساسي، والتي اكتشفت أثناء استخدامه في عملية عاصفة الصحراء. الهيلفاير الثاني هو صاروخ تم إعادة تصميمه بالكامل، الصاروخ الجديد هو شبيه للهيلفاير الأساسي من الخارج فقط، أما باطنيا فتم تغير معظم المكونات ماعد الرأس الحربي الأساسي، والدافع ووحدات التحكم. تم تحسين كل من نظام تابع الليزر، ونظام الطيار الآلي، والمتفجرات الأولية، وإلكترونيات التوجيه، وجيروسكوب التوازن ومخزون الطاقة. لم يتم إنتاج نوع جاي الذي طور للجيش، ولكن تم اختيار الكاي المزود بنظام التأمين من قبل الجيش والبحرية. تم استلام أول صواريخ الكاي في ديسمبر من عام 1994. طورت شركة بوينغ الأي جي أم-114كاي بقصد التصدير، والذي زود برأس حربي انشطاري للاستخدام ضد السفن (يستخدم أيضا في السفن السويدية من نوع أر بي أس-17).
- الرأس الحربي: 9 كغم متفجرات مترادفة.
- المدى: 9000 م.
- الطول: 1.63 م.
- الوزن: 45.7 كغم.

### الفئة L لونج بو هيلفاير
في عام 1992 أراد الجيش الأمريكي تطوير نوع جديد من الفئة كي حيث تم تزويدها برادار ذات موجة مم ناشط للاستعمال مع رادار الأي أتش-64دي أباتشي، أي أن\أي بي جي-78 لونج بو. عرف الصاروخ هذا باللونج بو هيلفاير ولقب أي جي أم-114أل. من أجل إصابة الأهداف القربية يستخدم التابع معلومات من رادار المروحية أو أنظمة أخرى لاقتناء الهدف قبل الإطلاق والقفل عليه وملاحقته. أما للمسافات البعيدة أو الأهداف الثابتة يطلق الصاروخ في اتجاه الهدف، وحين يعثر التابع على الهدف يقفل عليه ويتوجه الصاروخ نحوه. بدأت اختيارات الرماية في عام 1994، وتم الموافقة على بدأ الإنتاج في عام 1995، وفي عام 1998 دخلت أول صواريخ هيلفاير من نوع لونج بو الخدمة.
- الطول: 1.78 م.
- الوزن: 50 كغم.

### أي جي أم-114أم\أن\بّي الهيلفاير اثنين
الأي جي أم-114أم هو نوع شبيه للأي جي أم-114كاي مع بعض الإضافات. حيث تم استخدام رأس حربي انشطاري جديد ونظام تأمين معدل. كان هدف تطوير الصاروخ هو من أجل استخدامه من مروحيات البحرية ضد أهداف شبه محصنة وخفيفة.
الأي جي أم-114أن هو أيضا نوع شبيه للأي جي أم-114كاي يحتوي على رأس حربي فراغي، يبدأ بانفجار عالي ومن ثم يحترق ببطئ نسبيا.
الأي جي أم-114بّي هو نوع أي جي أم-114كاي تم تعديله من أجل الاستخدام على طائرات بدون طيار التي تطير على ارتفاعات عالية.
المصدر:موقع ديسيجنيشن سيستمز 

## التاريخ القتالي

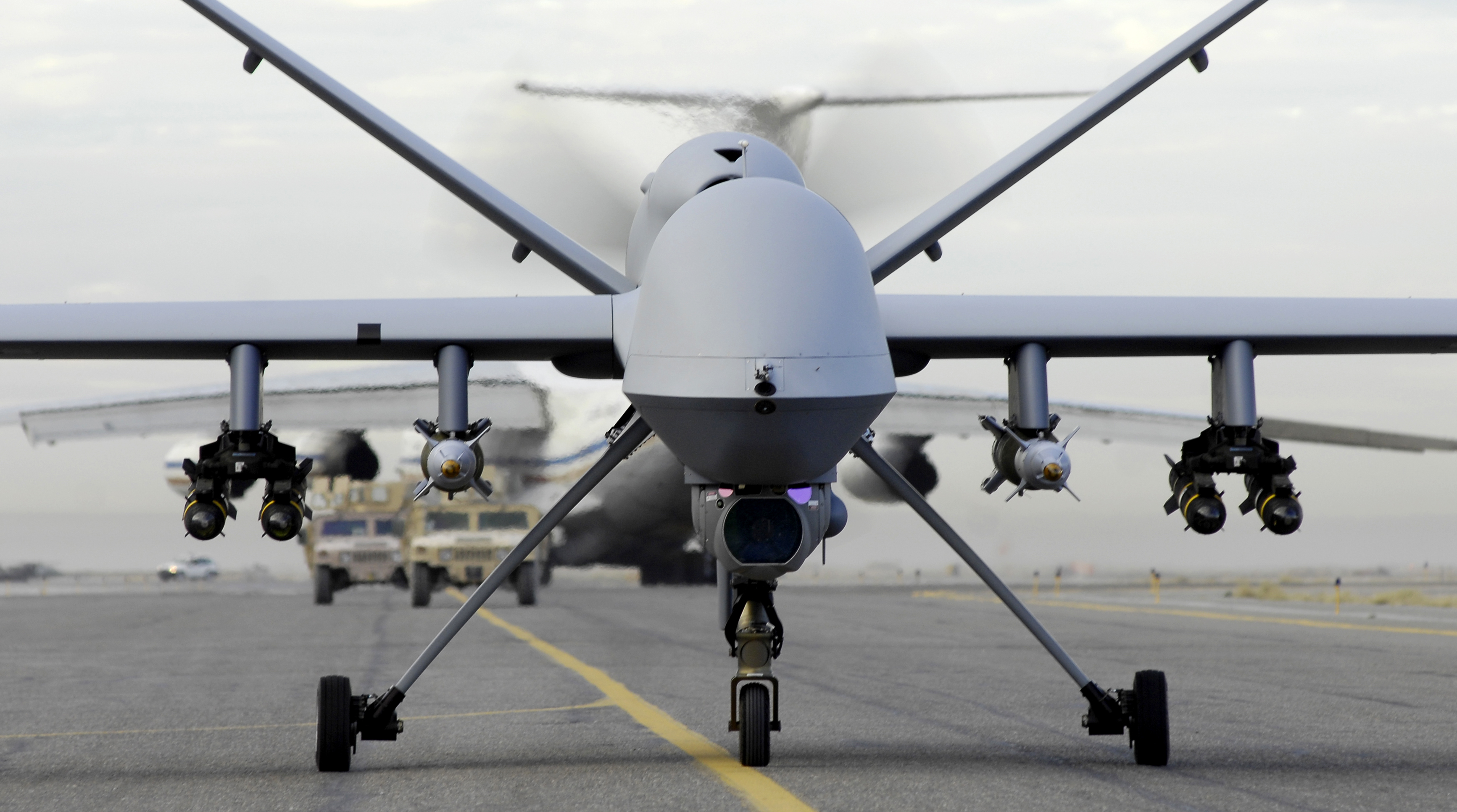
أم كيو-9 ريبر طائرة بدون طيار حاملة صواريخ هيلفاير في أفغانستان.

أستخدم صاروخ الهيلفاير الموجه لأول مرة أثناء احتلال بنما عام 1989، حيث تم إطلاق 7 صواريخ من مروحيات أباتشي أمريكية.
ثم أستخدم الهيلفاير أيضا أثناء عملية عاصفة الصحراء في حرب الخليج، حيث بداء الهجوم بإطلاق صواريخ هيلفاير الموجهة وصواريخ هيدرا 70 الغير موجهة من ثمان مروحيات أباتشي أمريكية على موقعين رادار عراقيان للإنذار المبكر لفتح معبر للهجوم الجوي إلى داخل العراق. أثناء الحرب تم تدمير أكثر من 500 دبابة ومدرعة عراقية من قبل قوات التحالف باستخدام الهيلفاير.
في حرب كوسفو تم استخدام الهيلفاير من قبل الولايات المتحدة. يتم استخدام الهلفاير حاليا في كل من الحرب في أفغانستان والغزو الأمريكي للعراق من قبل القوات الأمريكية. أما في فلسطين فيستخدم الهيلفاير من قبل الجيش الإسرائيلي لإصابة أهداف فلسطينية.
و كان من أبرز ما استخدم الصاروخ لأجله أن تم استعمال صواريخ من طرزاه ضد تنظيم الدولة الإسلامية في العراق والشام حيث قام سلاح الجو الأمريكي بشنّ غارات جوية في الرقة (سوريا) ما أسفر عن اغتيال الذباح الرسمي للرهائن الأجنبية في داعش ، محمد اموازي أو كما يعرف ب ( جون الجهادي) عند دوار المنارة

## منصات الإطلاق

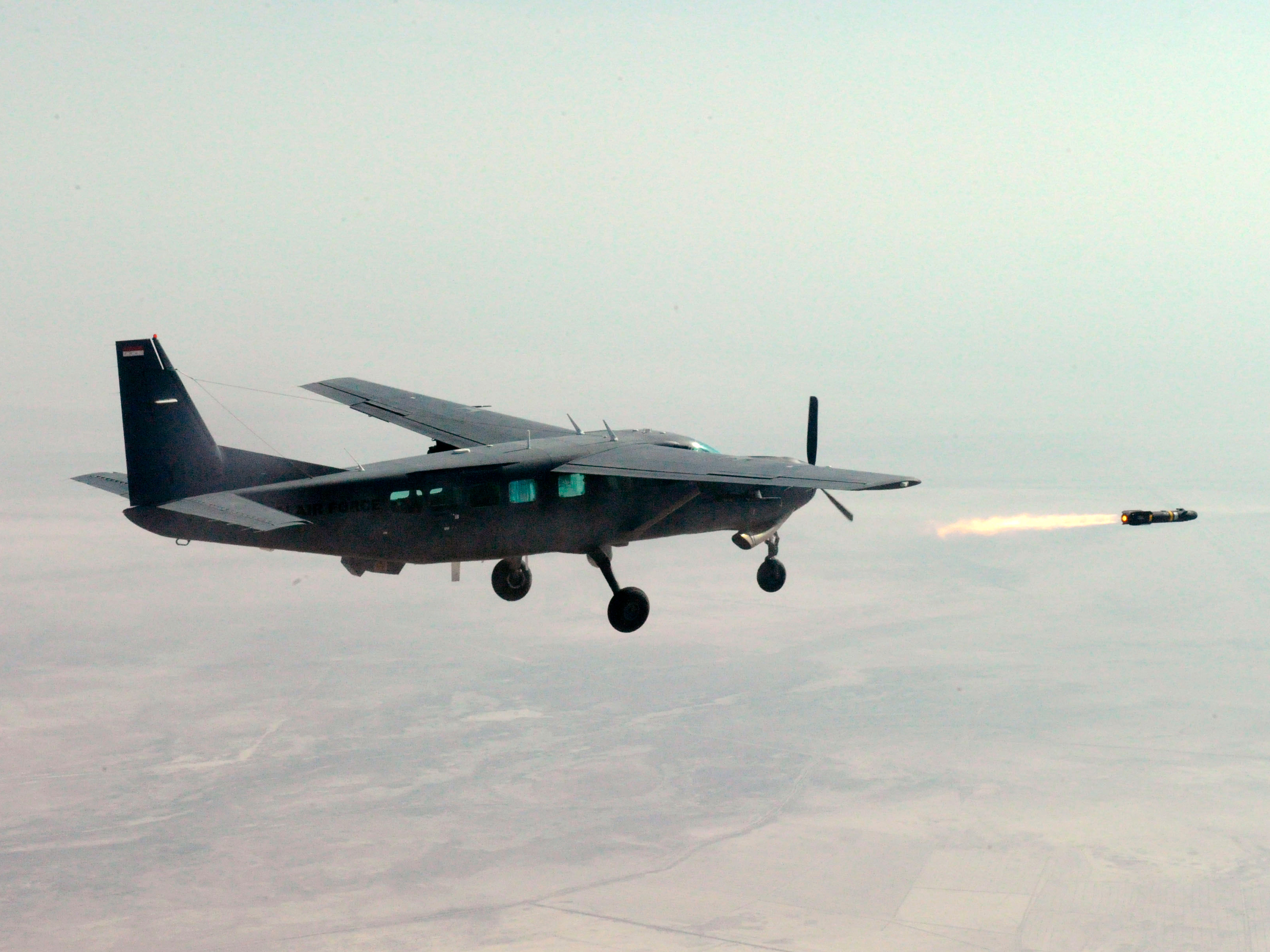
طائرة سيسنا 208 كارافان تابعة للقوة الجوية العراقية تطلق صاروخ هيلفاير

من الممكن إطلاق الهيلفاير من عدة منصات، معظمها من الجو حيث أن الصاروخ طور من أجل الاستخدام من المروحيات. من الممكن إطلاقه أيضا من منصات برية وبحرية. هذه قائمة معظم المنصات التي تستطيع إطلاق الصاروخ أو تم إطلاق الصاروخ منها:

### منصات جوية

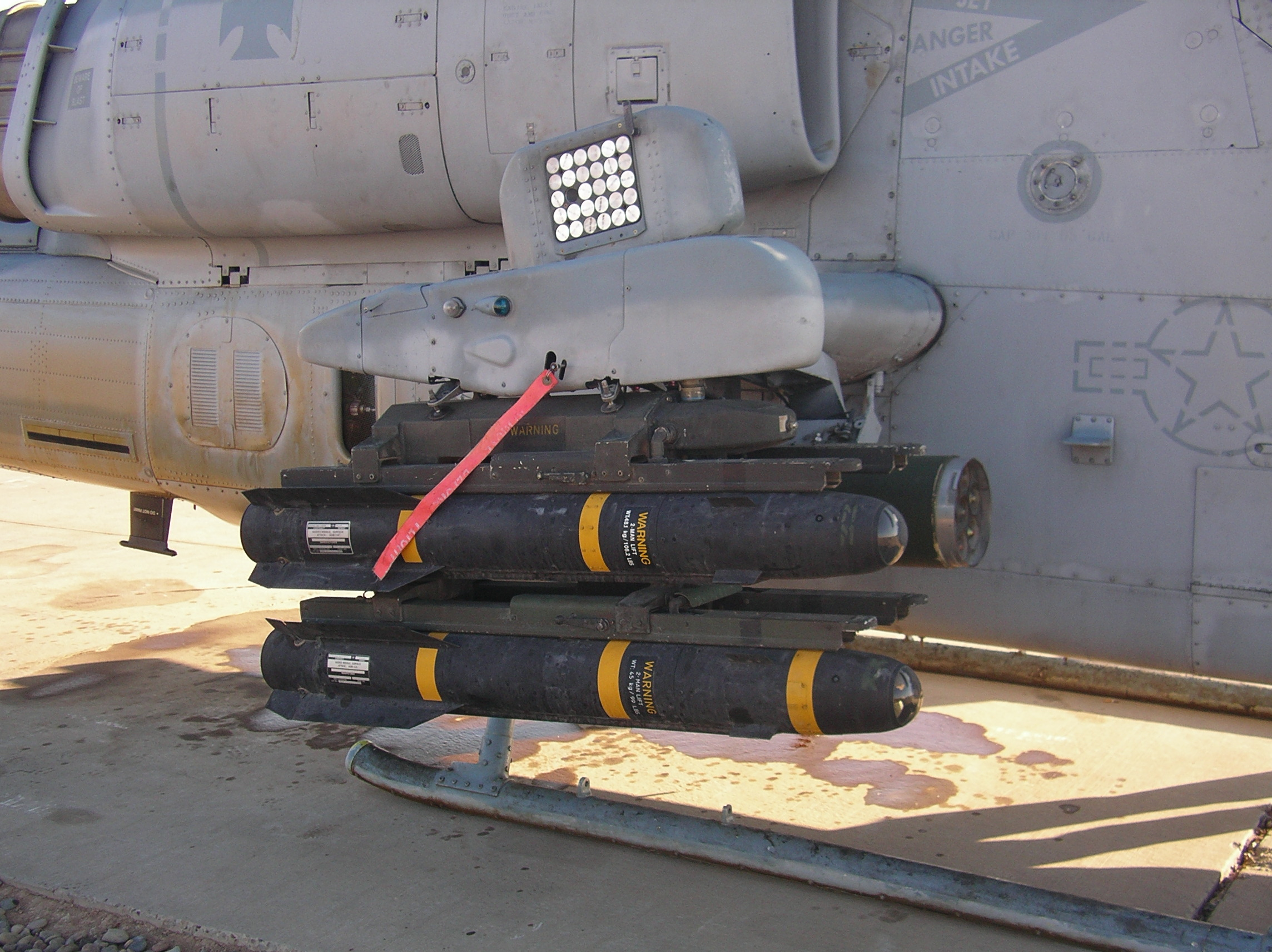
مروحية أمريكية من نوع أي أتش-1 كوبرا محملة بصواريخ الهيلفاير.

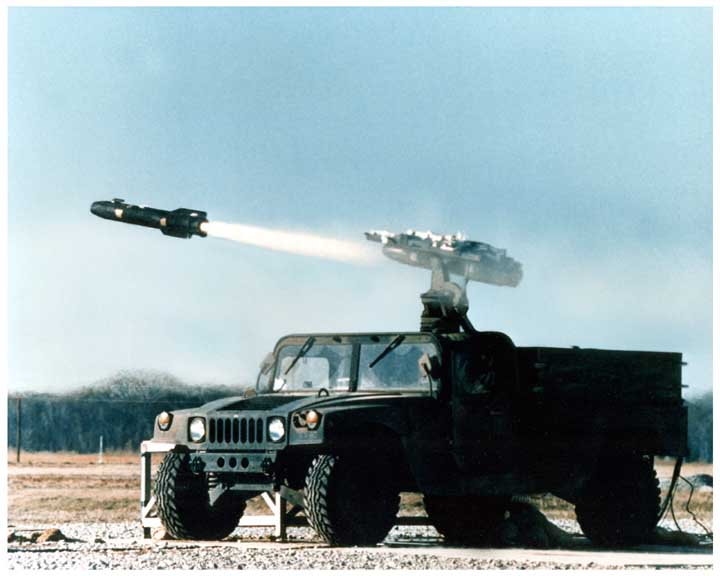
هيلفاير يطلق من هامفي.

### منصات برية
- هامفي
- بروتكتر أم151، وهو نظام نظام تحكم بسلاح عن بعد.

### منصات بحرية
- ستردزبات 90

## المستخدمون
يستخدم الهيلفاير من قبل العديد من القوات العسكرية حول العالم، منها: